# 宮川浩
宮川 浩（みやかわ ひろし、1964年1月28日 - ）は、日本の舞台俳優。長崎県出身。フレンドシッププロモーション所属。妻は大輝ゆう。

## 来歴
駒澤大学法学部出身。大学までヘビメタやハードロックのバンド活動をし、ボーカルを担当。大学在学中、「レ・ミゼラブル」オーディションに合格し、初演より参加。
1995年、回転木馬で主演（ビリー役）を務める。1996年、ブロードウェイミュージカル「蜘蛛女のキス」で革命家ヴァレンティン役。1999年、「ローマの休日」ではアーヴィング役を演じる。

## 主な出演

### 舞台
- ミス・サイゴン（1992年～1993年）クリス役
- レ・ミゼラブル（1994年）マリウス役
- 回転木馬（1995年～1996年）主演ビリー役
- 蜘蛛女のキス（1996年・1998年）ハロルド・プリンス演出、革命家ヴァレンティン役
- ローマの休日（1999年）アーヴィング役
- SNOOPY! THE MUSICAL（2001年の初演）スヌーピー役（チャーリー・ブラウンを坂上忍）
- タイタニック (ミュージカル)（2009年、東京国際フォーラム）フレデリック・バレット役
- テイクフライト（2007年）パットナム役[3]
- パイレート・クィーン (2009年)[4]
- この森で、天使はバスを降りた（2009年）[5]
- アルジャーノンに花束を（2014年）ストラウス博士役 他[6]
- ラ・マンチャの男（2015年・2019年）カラスコ役[7]
- 「青空の休暇」（2017年11月8日）早瀬光男役、鳴門市[1]
- ミュージカル「マリーゴールド」（2018年）ベンジャミン役[8]
- 市民ミュージカル「ザ・リバー/- 二本の櫂 -2020」（2020年2月）客演、戸田市文化会館[9][10]
- 音楽朗読劇「黑世界」（2020年）[11]
- THE BOY FROM OZ（2020年）ディー・アンソニー / ディック・ウールノー役[12]
- カーテンズ（2022年）[13]
- ロミオ&ジュリエット（2019年・2021年）モンタギュー卿 役[14]
- 浪漫活劇「るろうに剣心」（2018年、新橋演舞場、大阪松竹座）山県有朋役[15]
- ヴェラキッカ（2022年）ロビン・ヴェラキッカ役 [16]
- ジキル&ハイド（2023年）[17]
- ヴァグラント（2023年）
- DEATH TAKES A HOLIDAY（2024年）ヴィットリオ役[18]
- 二都物語（2025年） - ジェリー・クランチャー役[19]
- ミュージカル「キルバーン」（2025年） - 愚美⼈ポピー 役[20][21]
- ナイツ・テイル-騎士物語- ARENA LIVE（2025年公演予定） - シーシアス 役[22]